# Heinz Pollak (Produktionsleiter)
Heinz Pollak (* 30. Mai 1913 in Kremsmünster, Oberösterreich; † 19. August 1974 in Wien) war ein österreichischer Filmproduktionsleiter und Herstellungsleiter beim heimischen und deutschen Unterhaltungsfilm.

## Leben und Wirken
Pollak hatte eine Maschinenbau-Fachschule besucht und eine Lehre im Elektrohandwerk absolviert. Seine erste Erfahrung mit der Kinobranche sammelte er als Filmvorführer. Den Kriegsdienst verbrachte Pollak als Bildberichterstatter.
Nach der Rückkehr aus der Gefangenschaft 1947 begann Pollak seine Nachkriegstätigkeit als Verleihchef der Bergland-Film. 1951 startete er seine Tätigkeit als Produktionsleiter. Heinz Pollak begann in dieser Funktion bis 1963 regelmäßig für den Regisseur Franz Antel zu arbeiten. Danach fand er auch beim bundesdeutschen Film Beschäftigung. 
Die von Pollak betreuten Produktionen sind durchweg schlichte Unterhaltungsfilme, vor allem Lustspiele und Heimatfilme.

## Filmografie
Produktions- oder Herstellungsleiter
- 1951: Eva erbt das Paradies
- 1953: Geh mach Dein Fensterl auf
- 1954: Wenn ich einmal der Herrgott wär’
- 1954: Das Lied von Kaprun
- 1955: Oh – diese „lieben“ Verwandten
- 1955: Das Erbe vom Pruggerhof
- 1956: Liebe, Schnee und Sonnenschein
- 1956: Kaiserball
- 1957: Vier Mädels aus der Wachau
- 1957: Heimweh … dort, wo die Blumen blühn
- 1958: Ooh … diese Ferien
- 1958: Liebe, Mädchen und Soldaten
- 1958: Solang’ die Sterne glüh’n (Zirkuskinder)
- 1959: Und ewig singen die Wälder
- 1959: Kein Mann zum Heiraten
- 1960: Sooo nicht, meine Herren!
- 1960: Das Erbe von Björndal
- 1960: Gustav Adolfs Page
- 1960: Kauf Dir einen bunten Luftballon
- 1961: Der Ruf der Wildgänse
- 1961: Der Bauer als Millionär
- 1961: Julia, du bist zauberhaft
- 1962: Mariandls Heimkehr
- 1962: Waldrausch
- 1962: … und ewig knallen die Räuber
- 1963: Ist Geraldine ein Engel?
- 1963: Das große Liebesspiel
- 1963: Im singenden Rössel am Königssee
- 1963: Maskenball bei Scotland Yard
- 1963: Der letzte Ritt nach Santa Cruz
- 1964: Unsere tollen Tanten in der Südsee
- 1964: Heiß weht der Wind
- 1964: Jetzt dreht die Welt sich nur um dich
- 1965: Schüsse im 3/4 Takt
- 1965: An der Donau, wenn der Wein blüht
- 1965: Der Kongreß amüsiert sich
- 1965: Zwei Girls vom roten Stern
- 1966: Maigret und sein größter Fall
- 1967: Mittsommernacht
- 1967: Liebesnächte in der Taiga
- 1968: Ein dreifach Hoch dem Sanitätsgefreiten Neumann
- 1969: Der Mann mit dem goldenen Pinsel
- 1969: Ehepaar sucht gleichgesinntes
- 1970: Hurra, unsere Eltern sind nicht da
- 1970: Das Lied der Balalaika
- 1970: Josefine Mutzenbacher
- 1970: Die nackte Gräfin
- 1970: Musik, Musik – da wackelt die Penne
- 1970: Nachbarn sind zum Ärgern da
- 1971: Mache alles mit
- 1971: Hilfe, die Verwandten kommen
- 1971: Verliebte Ferien in Tirol
- 1971: Sie liebten sich einen Sommer
- 1972: Mensch ärgere dich nicht
- 1972: Liebesspiele junger Mädchen
- 1972: Auch fummeln will gelernt sein
- 1972: Hauptsache Ferien